# USB 3.0

The Super-Speed USB Logo

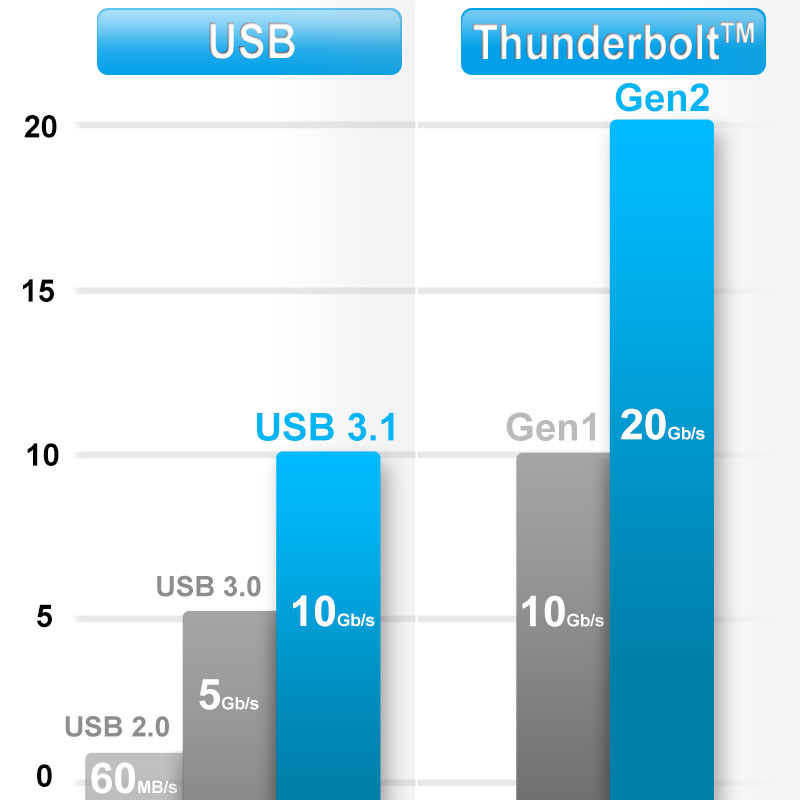
USB與Thunderbolt的速度比較表

USB 3.0，其USB速率模式稱為「Super Speed」，是USB（Universal Serial Bus）的第三個主要修訂版本。曾名为USB 3.1 Gen 1，现名为USB 3.2 Gen 1×1，其主要技術標準有：支援全雙工，並採用發送列表區段來進行數據發送，供電標準為900mA，傳輸速度為5Gbit/s。USB 3.0的设计兼容USB 2.0与USB 1.1版本，并採用三級多層電源管理技術，可以為不同設備提供不同的電源管理方案。
USB 3.0採用新的封包路由傳輸技術，線纜設計8條內部線路，除VBus和GND作為電源提供線外，剩餘3對均為數據傳輸線路——其中保留D+與D-兩條兼容USB 2.0的線路，新增專為新版所設的線路SSRX與SSTX，因此USB 3.0比USB 2.0多了數個觸點。USB 3.0的Standard-A接口繼續採用與早先版本一樣的尺寸方案，接頭採用藍色外觀（USB 2.0 Standard-A接口採用黑色外觀），只是內部觸點有變化，新的觸點將會並排在目前4個觸點的後方。引入展頻時脈技術，降低電磁輻射的逸散。
Intel發表的xHCI規範支持USB3.0的接口，且向下兼容USB 2.0的接口。Windows 8和後續的Windows作業系統都內建原生的USB 3.0支援。

## 電磁干擾
USB使用差分信号進行資料傳輸，以USB 2.0為例，要達成480Mbps的傳輸率，那麼其傳輸的差分信号运作頻率須為240MHz，USB 3.0需要2.5GHz的差分信号頻率方能達成5Gbps傳輸率。而爲了降低高運作頻率產生的電磁干擾，USB 3.0引入扩频，將原本集中在2.5GHz頻率的能量，USB 3.0以2.5GHz為中心呈現正弦的絕對值分布，降低2.5GHz集中的能量，這樣下次出現能量集中的地方為三次谐波7.5GHz（也因這樣所以在USB 3.0線材規範中都有針對7.5GHz制定要求）。
然而，2.5GHz的運作頻率與ISM頻段（2.412～2.462GHz）靠得太近，加上展頻時脈技術的緣故，原本單一的2.5GHz訊號的能量會延展成從直流到數GHz的頻寬干擾，令USB 3.0在運作時其電磁波訊號的能量會覆蓋ISM頻段的訊號，也無法使用濾波器過濾訊號。因此同一電路板上USB 3.0無法與藍牙、2.4GHz頻段的WLAN在相鄰不遠的情況下一同運作，而USB論壇針對此一現象，也僅能要求製造商將電磁遮蔽做好，從USB插槽、線材、直到外接裝置端都要做屏蔽接地的動作，盡量壓低輻射出來的電磁波。而實測表明USB 3.0與藍牙、2.4GHz的WiFi裝置在靠近的情況下，出現了斷流、連線中斷、傳輸效能明顯下降等情況，而將USB 3.0的連接點做好遮蔽，或者將藍牙、2.4GHz WiFi等裝置使用延長線連接並遠離USB 3.0裝置，同時運作的干擾問題明顯改善。
USB 3.0與ISM頻段的電磁相容性問題，也間接令不少行動裝置（如智能手机）等沒有考慮對USB 3.0的支援，但也有一些智慧型手機支援USB 3.0（如三星Galaxy Note 3）。

## 針腳定義
| 针脚编号 | 颜色   | 信号 （Type A） | 信号 （Type B） |
| -------- | ------ | --------------- | --------------- |
| 1        | 红色   | VBUS            | VBUS            |
| 2        | 白色   | D−              | D−              |
| 3        | 绿色   | D+              | D+              |
| 4        | 黑色   | GND             | GND             |
| 5        | 蓝色   | StdA_SSRX−      | StdB_SSTX−      |
| 6        | 黄色   | StdA_SSRX+      | StdB_SSTX+      |
| 7        | Shield | GND_DRAIN       | GND_DRAIN       |
| 8        | 紫色   | StdA_SSTX−      | StdB_SSRX−      |
| 9        | 橙色   | StdA_SSTX+      | StdB_SSRX+      |

| 针脚编号 | 信号       | 描述                                     |
| -------- | ---------- | ---------------------------------------- |
| 1        | VBUS       | POWER                                    |
| 2        | D-         | USB 2.0 DIFFERENTIAL PAIR                |
| 3        | D+         | USB 2.0 DIFFERENTIAL PAIR                |
| 4        | GND        | Ground for Power Return                  |
| 5        | StdB_SSTX- | Superspeed transmitter differential pair |
| 6        | StdB_SSTX+ | Superspeed transmitter differential pair |
| 7        | GND_DRAIN  | Ground for signal return                 |
| 8        | StdB_SSRX- | Superspeed receiver differential pair    |
| 9        | StdB_SSRX+ | Superspeed receiver differential pair    |
| 10       | DPWR       | Power provided by device                 |
| 11       | DGND       | Ground return to DPWR                    |

USB 3.0硬體類型
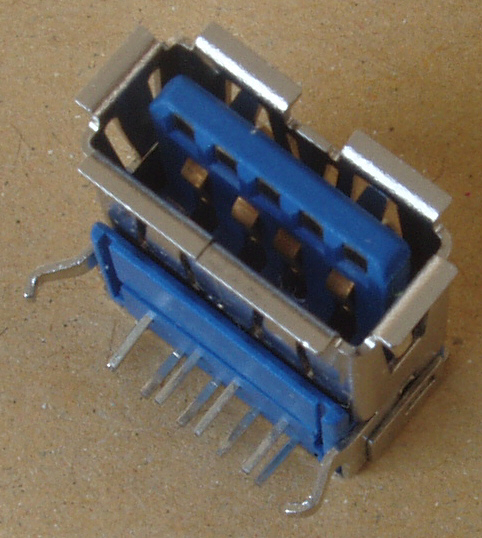
USB 3.0 Standard-A
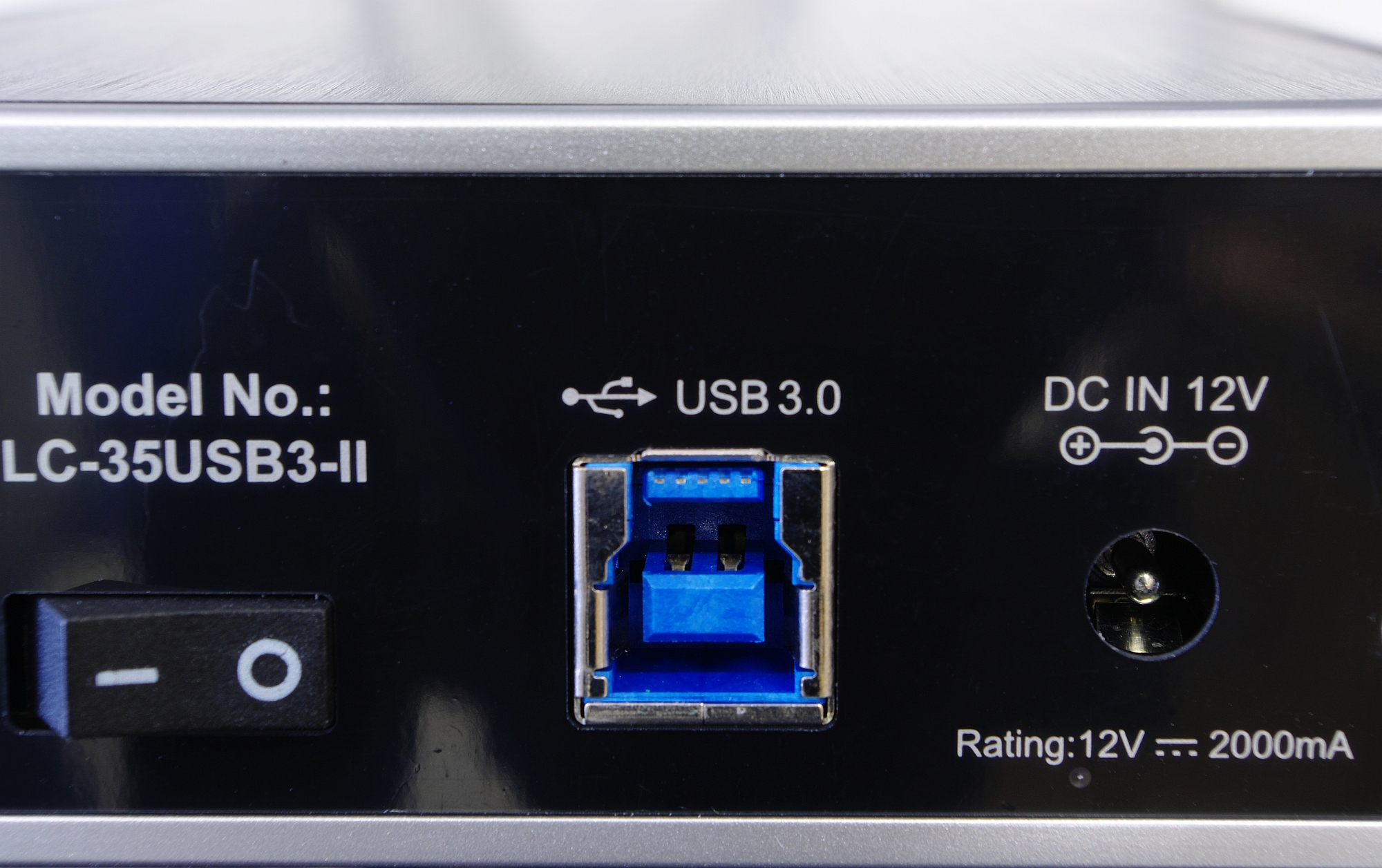
USB 3.0 Standard-B
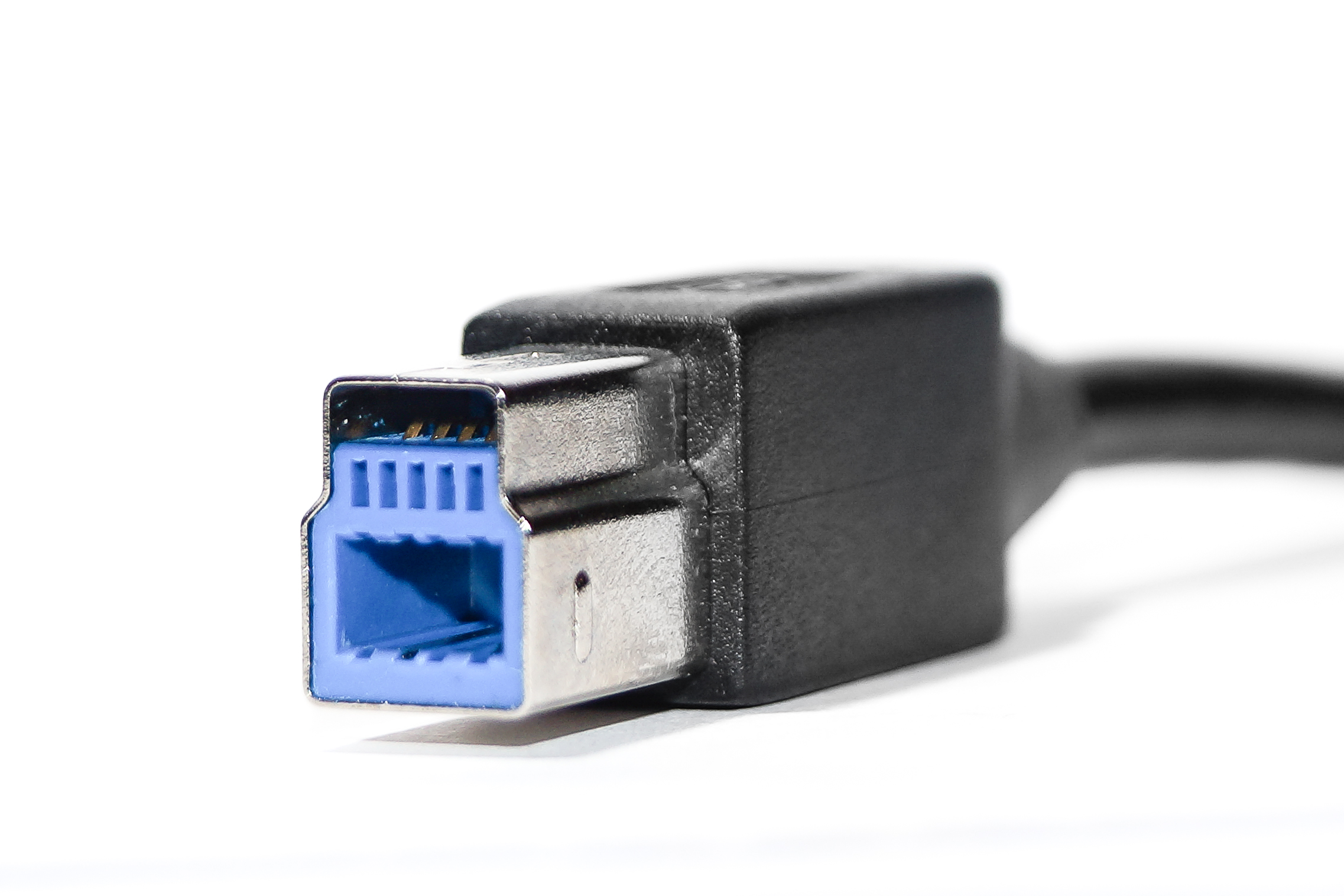
USB 3.0 Standard-B插頭
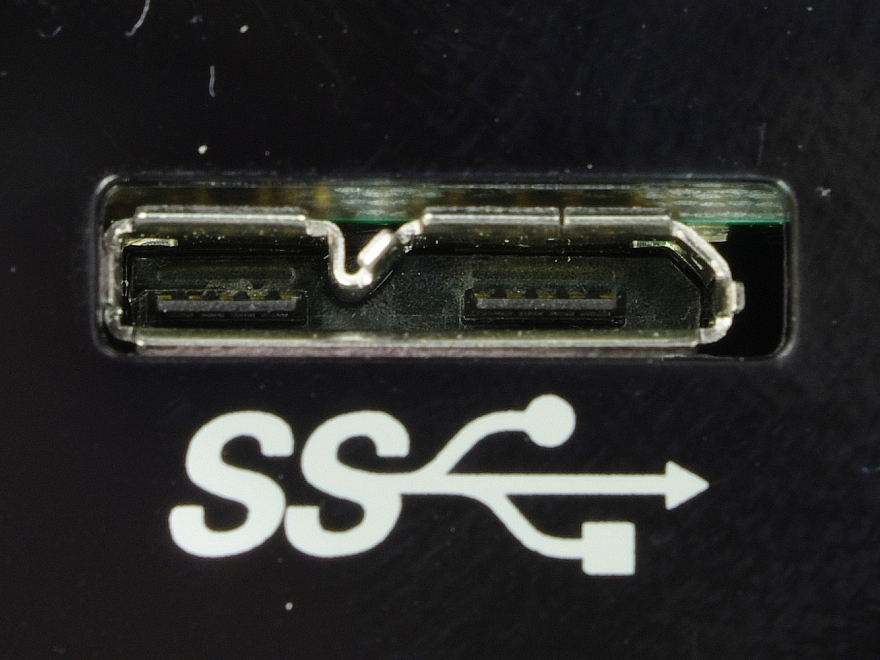
USB 3.0 Micro-B
USB 3.0 Micro-B首五針與USB 2.0相同

## USB 3.1

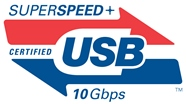
USB 3.1的官方標誌

USB 3.1 Gen 2×1（SuperSpeed+，官方全名：SuperSpeed USB 10 Gbps）是基於USB 3.0（USB 3.1 Gen 1×1）改良推出的USB連接介面的最新版本。2013年底，負責制定USB 3.0規範的組織USB 3.0 Promoter Group公佈了下一代USB 3.1介面的標準規範。2014年4月，負責USB介面規範的USB開發者論壇（USB-IF）公佈了USB 3.1連接介面設計圖，包括Type-A、Type-B以及全新設計的Type-C。
標準的Type-A是目前應用最廣泛的USB介面，Type-B主要用於打印机和傳真等設備，而Type-C用於更輕薄、更纖細的手持設備。2017年後推出的智能手机，其充電傳輸接口幾乎都從之前的microUSB改為USB Type-C。
請注意，USB 3.1 Gen 2在2019年更名後的正確名稱為USB 3.2 Gen 2×1，而USB 3.0則更名為USB 3.2 Gen 1×1。
| 版本          | 名稱        | 頻寬      | 編碼      | 備註          |
| ------------- | ----------- | --------- | --------- | ------------- |
| USB 3.1 Gen 1 | SuperSpeed  | 5 Gbit/s  | 8b/10b    | 與USB 3.0相同 |
| USB 3.1 Gen 2 | SuperSpeed+ | 10 Gbit/s | 128b/132b | 新標準        |

### 歷史
- 2013年底，負責制定USB 3.0規範的組織USB 3.0 Promoter Group公佈下一代USB 3.1介面的標準規範。

- 2014年4月，負責USB介面規範的USB開發者論壇（USB-IF）公佈USB 3.1連接介面設計圖，包括Type-A、Type-B以及全新設計的Type-C[8][12][10][11]

- 2015年，USB開發者論壇協會公告：“USB 3.1更名為USB 3.1 Gen2，速度為10 Gbit/s (1250 MB/s)。這才是真的USB 3.1”。而USB 3.0更名為USB 3.1 Gen1。[13]
- 2019年，華碩推出ROG Phone II，成為全世界第一部支援USB 3.1 Gen2的手機。

### 與USB 3.0比較
- 理論最高傳輸速度由USB 3.0的5 Gbit/s提升為10 Gbit/s
- 供電最大100W，電壓和電流都會提高
- 新增Type-C介面，其插座和線材不會相容原有Type-A / Type-B
- 降低編碼損耗，將編碼方式由8b/10b改為128b/132b，讓編碼損耗從原來3.0的20%降低為3%
- 雖然向下相容USB 2.0/1.0，但如果要得到10Gb/s的傳輸速度仍需在主機、目標端同時具備對應的晶片才能達成

### Type-C介面

USB-C接頭

基於USB 3.1規範全新設計的USB Type-C，外觀上最大特點在於其上下端完全一致，這意味著用戶不必再區分USB正反面，兩個方向都可以插入。
USB Type-C介面尺寸為8.3×2.5毫米，小於當前PC的USB介面，但大於許多手機採用的尺寸6.85×1.8毫米的micro-USB介面。至於電力傳輸規格，線材標準為5A，而連接器為3A。
Type-C由於不相容現有的任何類型，因此需要額外設計轉接設備。全球首套USB 3.1主控端與裝置端原型，則由祥碩科技於2014年的USB-IF年會中發表，但因速度僅較USB 3.0快一倍（理論值，實際上不到一倍）。因此於2014年時，眾多大廠仍以主流規格USB 3.0為主及設備端廠商也極少願意跟進投入開發對應的USB3.1產品。
USB Type-C還可整合DisplayPort、USB Power Delivery、Thunderbolt。

## USB 3.2
USB 3.2是2017年7月25日USB開發者論壇（USB Implementers Forum）宣佈基於USB 3.1改良推出的USB連接介面的最新版本，除了將傳輸速度從10Gbps倍增至20Gbps，也建議各裝置統一採用Type-C型式端子為主。此外USB 3.2也能向下相容於較舊的規範，無論是將USB 3.2裝置插入舊端子，或是將舊裝置插入USB 3.2端子，仍能以較低的速度正常運作。
| 版本            | 名稱                  | 頻寬      | 編碼      | 传输速率 | 模式   | 舊名稱                | 備註                |
| --------------- | --------------------- | --------- | --------- | -------- | ------ | --------------------- | ------------------- |
| USB 3.2 Gen 1×1 | SuperSpeed USB 5Gbps  | 5 Gbit/s  | 8b/10b    | 0.5 GB/s | 單通道 | USB 3.0 USB 3.1 Gen 1 | 可簡稱USB 3.2 Gen 1 |
| USB 3.2 Gen 1×2 | 不適用                | 10 Gbit/s | 8b/10b    | 1 GB/s   | 雙通道 | 新標準                | 只支援Type C        |
| USB 3.2 Gen 2×1 | SuperSpeed USB 10Gbps | 10 Gbit/s | 128b/132b | 1.2 GB/s | 單通道 | USB 3.1 Gen 2         | 可簡稱USB 3.2 Gen 2 |
| USB 3.2 Gen 2×2 | SuperSpeed USB 20Gbps | 20 Gbit/s | 128b/132b | 2.4 GB/s | 雙通道 | 新標準                | 只支援Type C        |

### 規格與USB 3.1比較
- 使用最新的Type-C傳輸線，並可向下相容[16][17]。速度是USB 3.1 Gen2的兩倍，允許兩條10Gbps傳輸通道，所以傳輸速度達到20Gbps，但只能在Type-C傳輸線上產生效果（並非所有Type-C傳輸線都支援USB 3.2 Gen2x2，一些Type-C傳輸線只支援到USB 2.0，或只支援到USB 3.1 Gen2）。[18][19]
- 借鑒了PCI Express的通道（Lane）設計。USB 3.2 Gen2x2因為使用了兩條通道的設計，必須使用Type-C傳輸線。
- 雖然向下相容USB 2.0/1.0，但如果要得到20Gb/s的傳輸速度仍需在主機、目標端同時具備對應的晶片才能達成。

### 技術突破
- USB 3.2成功於現有的USB Type-C傳輸線上實現雙通道，但仍繼續使用現有之SuperSpeed USB物理傳輸率及技術。[17]

## 新规
2022年2月，USB-IF组织对USB的命名进行了重新调整，USB3.2一系列名称被废止，并改为以传输速率为标准的名称（480Mbps规格除外），并要求各厂商在在USB设备商上标注具体的传输速率以方便消费者。同时，该规定取消了原来10Gbps的传输速率档位和100W功率档位，并且USB-IF组织将不再对该两档位的新设备认证。